# Ramal C26 del Ferrocarril Belgrano
El Ramal C26 pertenece al Ferrocarril General Belgrano, Argentina.

## Ubicación
Se ubica en la provincia del Chaco, dentro de los departamentos Comandante Fernández y General Güemes.

## Características
Es un ramal de la red de vía estrecha del Ferrocarril General Belgrano, cuya extensión es de 100 km entre las cabeceras Presidencia Roque Sáenz Peña y Colonia Castelli.

## Servicios
Se encuentra habilitado para el tránsito de formaciones de pasajeros sólo la Estación Presidencia Roque Sáenz Peña. Estos servicios están a cargo de la empresa estatal Trenes Argentinos Operaciones.
La traza pertenece al Estado de la provincia del Chaco, a 2014 se encuentra sin operaciones y en estado de abandono.